# Diaphaninae
Diaphaninae zijn een onderfamilie van weekdieren uit de klasse van de Gastropoda (slakken).

## Geslachten
- Diaphana T. Brown, 1827